# Резолюция Совета Безопасности ООН 1055
Резолюция Совета Безопасности Организации Объединённых Наций 1055 (код — S/RES/1055), принятая 8 мая 1996 года, подтвердив резолюцию 696 (1991) и все последующие резолюции по Анголе, Совет обсудил мирный процесс и продлил мандат Контрольной миссии ООН в Анголе III (UNAVEM III) до 11 июля 1996 года.
Совет Безопасности ООН вновь подчеркнул важность мирных соглашений и Лусакского протокола между Анголой и УНИТА. Мирный процесс продвигался, но с задержками, особенно в части размещения войск УНИТА и интеграции вооруженных сил. Обе стороны договорились о формировании объединённых вооруженных сил в июне 1996 года и создании правительства национального единства и примирения в июне-июле 1996 года. В феврале 1997 года, как это предусмотрено Резолюцией 976 (1995), ожидалось завершение мандата ЮНАВЕМ III. Необходимость для всех сторон обеспечить безопасность UNAVEM III, уважать права человека и обеспечить демилитаризацию ангольского общества была подчеркнута после гибели двух сотрудников UNAVEM III 3 апреля 1996 года. Было подтверждено эмбарго на поставки оружия в страну.
Была выражена озабоченность по поводу отсутствия полного размещения войск УНИТА в соответствии с Резолюцией 1045 (1996), и прозвучал призыв завершить это, передать оружие UNAVEM III и безоговорочно освободить всех заключенных к июню 1996 года. И УНИТА, и правительство Анголы должны были решить все оставшиеся вопросы к 15 мая 1996 года. Кроме того, их призвали прекратить всю враждебную пропаганду и помочь ООН в создании независимого радио. Генеральному секретарю ООН было предложено проинформировать Совет 17 мая 1996 года о том, выполнили ли стороны поставленные задачи, а 1 июля 1996 года представить отчет о проделанной работе.